# Iain Percy
Iain Bryden Percy OBE (Southampton, 21 de março de 1976) é um velejador britânico.

## Carreira
Iain Percy representou seu país nos Jogos Olímpicos de 2000, 2004, 2008 e 2012, na qual conquistou a medalha de ouro nas classes Finn e Star. 